# Stictogryllacris pallidus
Stictogryllacris pallidus is een rechtvleugelig insect uit de familie Gryllacrididae. De wetenschappelijke naam van deze soort is voor het eerst geldig gepubliceerd in 1954 door Chopard.